# Ngen-kürüf
Ngen-kürüf o Ngen-kürrëf son Ngen dueños de los vientos, pertenecientes a la mitología mapuche.

## Descripción
Los Mapuches cuentan que hay cuatro vientos principales en el mapu (la tierra mapuche), que emergen desde los cuatro lugares de la tierra (puntos cardinales). Surge así:
- Waiwén, viento sur favorable.
- Lafkén-kürüf, viento oeste relativamente bueno.
- Puelche, viento este relativamente malo.
- Pikún-kürüf, viento norte destructivo que trae fuertes tormentas.

Si el arco iris aparece con dos anillos, el trueno (tralkán) puede cortar la lluvia excesiva. Cuando hay viento fuerte, es la voz de Ngen-kürüf, que canta en mapudungun; aunque su canto no se entiende hoy día.